# 林家きよ彦
林家 きよ彦（はやしや きよひこ、1988年4月10日 - ）は、北海道札幌市出身の落語家。本名：早坂 清花。出囃子：『仲よし小道』。紋∶光琳蔦・でんでんこぶし。

## 経歴
入門前まで札幌で過ごす。市立札幌藻岩高校卒業。藤女子大学在学時に、第5回・第8回の全日本学生落語選手権『策伝大賞』決勝に進出する。当時の芸名は「でっ亭 悠」、「藤花亭 梅殊」。大学卒業後も単独で北海道で落語を続けていた。
社会福祉士として障がいのある人たちのアート活動に携わり、東日本大震災時には移動支援ボランティアとして赴いた宮城県石巻市の避難所の利用者からの依頼により落語も演じている。
2016年9月、林家彦いちに入門。翌年10月1日に楽屋入り前座となる。前座名「きよひこ」。
2021年3月1日、林家やま彦、春風亭与いち、三遊亭歌彦と共に二ツ目昇進、「林家きよ彦」と改名。

## 芸歴
- 2016年9月 - 林家彦いちに入門[1][2]。
- 2017年10月 - 前座となる、前座名「きよひこ」[1][2]。
- 2021年3月 - 二ツ目昇進、「きよ彦」と改名[1][2]。

## 受賞歴
- 2022年 第1回プリモ芸術コンクール落語部門グランプリ[7]

## 人物
- 趣味：美術鑑賞、スーパー巡り、YOSAKOIソーラン鑑賞、お酒[1][2]、バイク（クロスカブ110）
- 特技：剣道三段、スキー（SAJ公認1級）[2]
- 落語協会二ツ目の勉強会「チャノマ」メンバー。
- 兄弟子のやま彦が数々の伝説を残しているがために、師匠や先輩などからやま彦に関する面白いエピソードがないか多々聞かれる。
- 作家の蛙田アメコとRadiotalkをしている。

## 出演
- 二つ目物語（2022年、林家しん平監督） - お茶子、寄席の観客 役

## 著書
- 『林家木久扇一門本 〜天下御免のお弟子たち〜』 木久扇と弟子たち（著） （秀和システム、2022年1月） ISBN 978-4798066066